# Joaquín Lanz Galera
Joaquín Lanz Galera (Campeche, Campeche, 1884 - 1965). Fue un político mexicano, miembro del Partido Revolucionario Institucional, fue diputado y senador.
Joaquín Lanz Galera fue abogado egresado de la Universidad de Campeche, en 1916 fue elegido diputado al Congreso Constituyente de 1917 por el estado de Campeche, en 1917 como diputado federal por el entonces Territorio de Quintana Roo a la XXVII Legislatura de ese año al de 1918 y senador por Campeche de 1924 a 1926; posteriormente fue juez de distrito en Campeche, el Distrito Federal y Querétaro, juez de circuito en Puebla y a partir de 1956 magistrado del Tribunal Superior del Distrito y Territorios Federales, hasta su fallecimiento en 1965.